# 楢山佐渡
楢山 佐渡（ならやま さど）は、江戸時代後期の盛岡藩家老。首席家老として、藩財政の建て直しを始め制度改革を行なう。
戊辰戦争においては藩を奥羽越列藩同盟に同盟させた主導者となり、秋田戦争において指導的な立場にあったが、戦後は敗戦の責を負って盛岡で斬首刑に処された。

## 出自
楢山氏は石亀氏の支流で、盛岡藩主家南部氏の一門として家老職を務める家柄であった。代々、江刺氏、八戸氏、葛西氏とも縁戚関係にある。
南部家高知衆（譜代上級武士）として、代々盛岡城内丸（現岩手県盛岡市内丸）に屋敷を構えた。現在の岩手県庁敷地には、かつて楢山家の屋敷があった。

## 生涯
天保2年（1831年）5月、楢山隆冀（たかくに、帯刀）の子として誕生。藩主南部利剛の母・烈子が叔母に当たり、藩主の親戚筋として早くから盛岡城に上がった。

### 第二次三閉伊一揆
佐渡は22歳で家老になるが、嘉永6年（1853年）、総勢3万5千人とも言われる江戸時代最大規模の一揆である三閉伊一揆が起きる。佐渡は当時隠居として藩政の実権を握る南部利済に諫言したため一度罷免されるが、江戸幕府老中の阿部正弘の計らいで再勤し、最終的には仙台藩とうまく交渉をして、一揆をとりまとめることに成功する。佐渡は仙台藩に幕府への届出を猶予してもらうよう願い出る使者を発し、日本史に残る農民運動となった一揆も終止符を打ち、佐渡は盛岡藩の危機を救った。ただ、このために佐渡は仙台藩に借りができたと見る人もいる。
一方で、一揆側の要求の一つであった先代藩主・南部利義の復帰及び帰国を退けたので、利済の傀儡として立てられた藩主の南部利剛もまた佐渡に借りが出来ることになった。

### 藩政改革
一揆騒動後に首席家老として、藩財政の建て直し始め制度改革を行なうが穏健派であり、人員削減などの急激な改革を行う改革急進派の家老・東政図と対立した。その急進的な施策により政図は最終的には失脚した。

### 奥羽越列藩同盟
慶応4年（1868年）、京都御所警備のために鳥羽・伏見の戦いが終わった直後の京都に赴任する。京都滞在中、西郷隆盛や岩倉具視、桂小五郎ら新政府側の人々と接触する。西郷隆盛を訪ねたとき、西郷は部屋の中で数名の薩摩藩士とあぐらをかき牛肉の鍋を囲んで談論風発していた。楢山佐渡が彼とどのような会話をしたかは定かでないが、佐渡は憮然として「全く呆れはてたものだ。武士の作法も地に落ちた。しかし考えてみると、あの輩はもともと格式のある武士ではないのだからやむを得ぬかもしれぬが、あれで天下の政治をとれるものであろうか」と同行者に洩らしたという。
また薩長の人間が祇園、島原の花街を我が物顔に横行し、人もなげなふるまいが多かったことも佐渡を憤慨、嘆息させた。「酔うては眠る美人の膝、醒めては握る天下の権」などと途方もないことを彼らが抜かして大得意であったこと、口では非の打ちどころがない勤王論を唱えておきながら、やっていることは手もつけられぬ不行状を見るにつけ、佐渡は口と腹とは違いもせぬか、運よく天下をとったところでまた幕末の失態を再演するようなことはあるまいか、という印象を受けたという。また、岩倉具視と秘密裏に面会し、「朝廷は薩長による新政府支配を必ずしも是としていない。むしろ、これは将来の禍根となるとさえ思っている。しかし、朝廷は武力を持たない。いまここで彼らと戦えるのは奥羽諸藩しかない。奥羽が結束して彼らと一戦を交えるならば、日和見的態度をとっている各藩もこれと呼応してたたかうようになるであろう」というような岩倉の言を信じ、佐渡は新政府に対抗する意志を固めたという。
これに異を唱えたのが、御用人の目時隆之進と目付役の中嶋源蔵だった。彼らは何度か佐渡と膝を交えて討論をしたが、ついにその意見が入れられないと悟ると、目時は長州藩邸へ走った。その四日後、中嶋は腹をかっ切り臓腑を壁に投げつけて「佐渡を呼べ。黒白決したい」と隣室の四戸に訴えた。佐渡がただちに中嶋のもとにかけよると、中嶋は「皇国に忠誠を尽くしてほしい、私のいうことをきいてくれなければ、死んでも死にきれない」と途切れ途切れに訴えた。佐渡は涙を流し、「王事に尽くす気持ちは私も同じだ。安らかに眠ってくれ」と言うと中嶋は無言で頷き事切れた。
反薩長の佐渡の決心は変わらなかったが、中嶋の死を心からいたんだ。「中嶋君は立派な武士である。私とは意見を異にしたが、国を思う心は全く決して私に劣るものではない。私は彼を永遠の友としたい」と手厚く葬った。目時のことは一度も口に出さなかったが、佐渡は東京幽囚の際や処刑前、何度も中嶋のことを思った。「私が至らぬばかりにあのような死に方をさせて」と目頭を押さえていた。報恩寺で処刑を待つ佐渡が病気で生死の境をさまよい、なんとか峠を越した時も「このまま死んだら中嶋源蔵へ申し訳が立たなかった」と語ったという。
佐渡は6月、海路帰国の途につき仙台に上陸する。大部分の随行者は、そのまま盛岡に直行させ自らは仙台藩家老の但木土佐と会見した。「奥羽同盟の一角すでに崩れたが、我々は一蓮托生…」と互いの決意を確かめ合って帰途についたと伝えられている。元々盛岡藩と仙台藩は仲が良いわけではなく、この行為を佐渡の三閉伊一揆での「借り」を返す行為だと見なす者もいる。
盛岡藩内部でも勤王思想が強い者が多かった。藩の大評定で遠野南部家は強硬に新政府側につくことを主張した。また、八戸南部家も勤王思想が強く、密かに久保田藩と通じており、両藩とも戦闘に参加していない。また、謹慎中の東政図は奥羽列藩同盟に最も強く反対をした。
佐渡は帰国後、これら藩内の反対派を押さえ、藩論を奥羽列藩同盟への参加継続で一致させた。
奥羽列藩同盟から離脱し新政府側についた久保田藩を攻めた秋田戦争では、佐渡は勇ましく盛岡藩兵の総指揮をとった。大館城を落城させ、久保田城を目指した佐渡だが、要衝のきみまち阪で最新のアームストロング砲で武装し、西洋式の訓練を受けた佐賀藩兵らの到着により、状況は一変する。藩境まで押し返され、そこで膠着状態になるが、次々に奥羽列藩同盟の同盟藩が離脱する状況に、ついに盛岡藩も降伏を選択した。
撤退の際に南部兵は、久保田藩の各地の集落を焼き討ちにしている。このため、これらの地区では盛岡藩や佐渡に対する恨みが明治後期まで残っていたと言われる。
戦後は敗戦の責を負い、明治2年（1869年）6月23日、盛岡・報恩寺において刎首された。介錯は、佐渡の教えを受けた「戸田一心流」皆伝者・江釣子源吉が執行したという。享年39。
辞世は「花は咲く 柳はもゆる 春の夜に うつらぬものは 武士（もののふ）の道」。
奥羽越列藩同盟を組んだ各藩は責を問われ、藩主に代わり、仙台藩家老の但木土佐、会津藩家老の萱野長修も同様に刎首された。

### 敗戦後の影響
奥羽越列藩同盟という仙台藩中心の組織を早期に見切り、途中から官軍に参加した久保田藩、津軽藩が論功行賞を受ける一方で、盛岡藩は白石への減転封を課せられるなど、後世にわたって長く苦難の道を歩んだ。
なお楢山家は、佐渡が戊辰戦争により切腹するまで宮古市川井の楢山家老役・澤田長左衛門宅にて謹慎し、佐渡切腹後も川井に居住していた。明治22年（1889年）、政府から家名再興の恩典を賜り盛岡へ戻り、これにより南部家によって桜山社内にて大祭が行われた。
大正6年（1917年）9月8日、盛岡・報恩寺において戊辰戦争殉難者50年祭が開かれた。佐渡と同様に盛岡藩家老の家に生まれた政友会総裁・原敬は祭主として列席し、「戊辰戦役は政見の異同のみ」とした祭文を読み上げ、盛岡藩とそれに関わる賊軍・朝敵の汚名に対し抗議の意を示した。

## 系譜
- 父：楢山隆冀
- 母：きえ - 厨川氏
- なか - 奥瀬嵩棟娘
- 生母不明の子女
  - 女子：貞
  - 女子：うら
  - 女子：太彌 - 南部繁蔵室